# Tempio di Śiva Śivohama
Il tempio di Śiva Śivohama (con grafìa inglese Shivoham, lett. "Io sono Śiva") è un luogo di culto induista situato presso la Old Airport road nella città di Bangalore, in Karnataka. Nel tempio si adora Il dio indù Śiva.
Costruito nel 1995, al suo interno è presente una statua di Śiva alta 20 metri; il tempio dà luogo a grandi celebrazioni in occasione della festa della Mahāśivarātri.
Ogni anno il luogo attrae a sé centinaia di migliaia di fedeli, indiani e internazionali.

## Storia
Già noto come Shiv Mandir (cioè, tempio di Śiva), il luogo venne consacrato da Shri Shankaracharya di Sringeri il 27 febbraio 1995, in occasione della Mahāśivarātri, una festività celebrata in segno di gratitudine verso Śiva. La scultura che raffigura Śiva fu realizzata dallo scultore Kashinath. Il luogo assunse il nome corrente Śivohama nel 2016, nel momento in cui il tempio stabilì di cambiare il proprio oggetto di culto e focalizzarsi nell'assistere i fedeli a raggiungere il mokṣa tramite la comprensione dei princìpi racchiusi negli antichi testi vedici.

## Descrizione

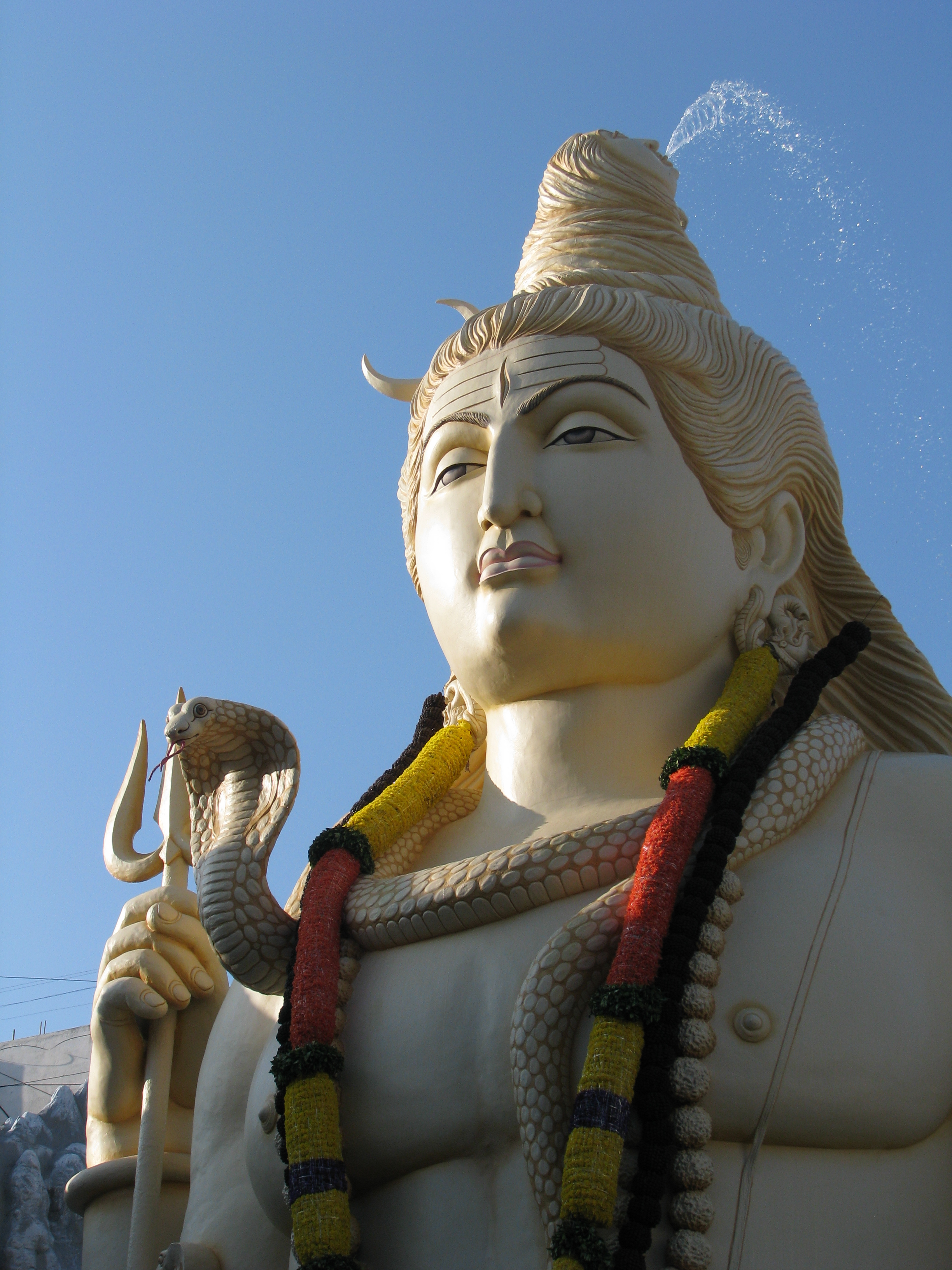
Dettaglio della statua di Śiva.

L'ingresso del tempio presenta un liṅga alto 7,6 metri (25 piedi), simbolo di Śiva. Nel tempio è anche collocato il Pratyaksh Linga, che si cela al di sotto delle acque sacre del lago Manasa Sarovar.
Śiva è raffigurato col fiume Gange che gli sgorga dai capelli. La statua (20 metri, 65 piedi) è seduta in posizione meditativa (cosiddetta «posizione del loto») col ḍamaru (tamburo) e il triśūla (tridente), così come descritto nello Śiva Purāṇa. Una pietra curativa chiamata UpchaarPatthar è posta dinnanzi al Dio: i devoti si affidano ad essa per ottenere miracoli e guarigioni.
Oltre alla statua di Śiva, il tempio ospita anche una statua di Gaṇeśa (10 metri, 32 piedi), la cui costruzione cominciò nel 1994. I fedeli sono soliti legare fili color zafferano davanti a Gaṇeśa, nella speranza che la divinità risolva i loro problemi.
La struttura del luogo di culto ricrea le forme del tempio di Amarnath, offrendo così un'esperienza di pellegrinaggio anche a coloro che non hanno la possibilità di recarsi in luoghi remoti o dal clima sfavorevole.
L'Amarnath Paanch Dhaam Yatra presso il tempio conduce i pellegrini all'interno di una grotta artificiale con un terreno roccioso e irregolare, e pertanto simile ai terreni delle regioni montuose, dove sono situtati i cinque santuari Haridwar, Rishikesh, Badrinath, Kedarnath e Amarnath. Vi è anche una replica del liṅga di ghiaccio visibile ad Amarnath.
I pellegrini sovente lasciano cadere 108 monete una alla volta in alcune ciotole mentre intonano mantra a Śiva: si ritiene che così facendo la divinità esaudirà i desideri dei fedeli.

## Attività di beneficenza
Il tempio sostiene i senzatetto condividendo le sue entrate con «A.i.R Humanitarian Homes», che gestisce tre sedi a Bangalore ed è in grado di fornire alloggi ad un massimo di 600 residenti in totale.

## Galleria d'immagini

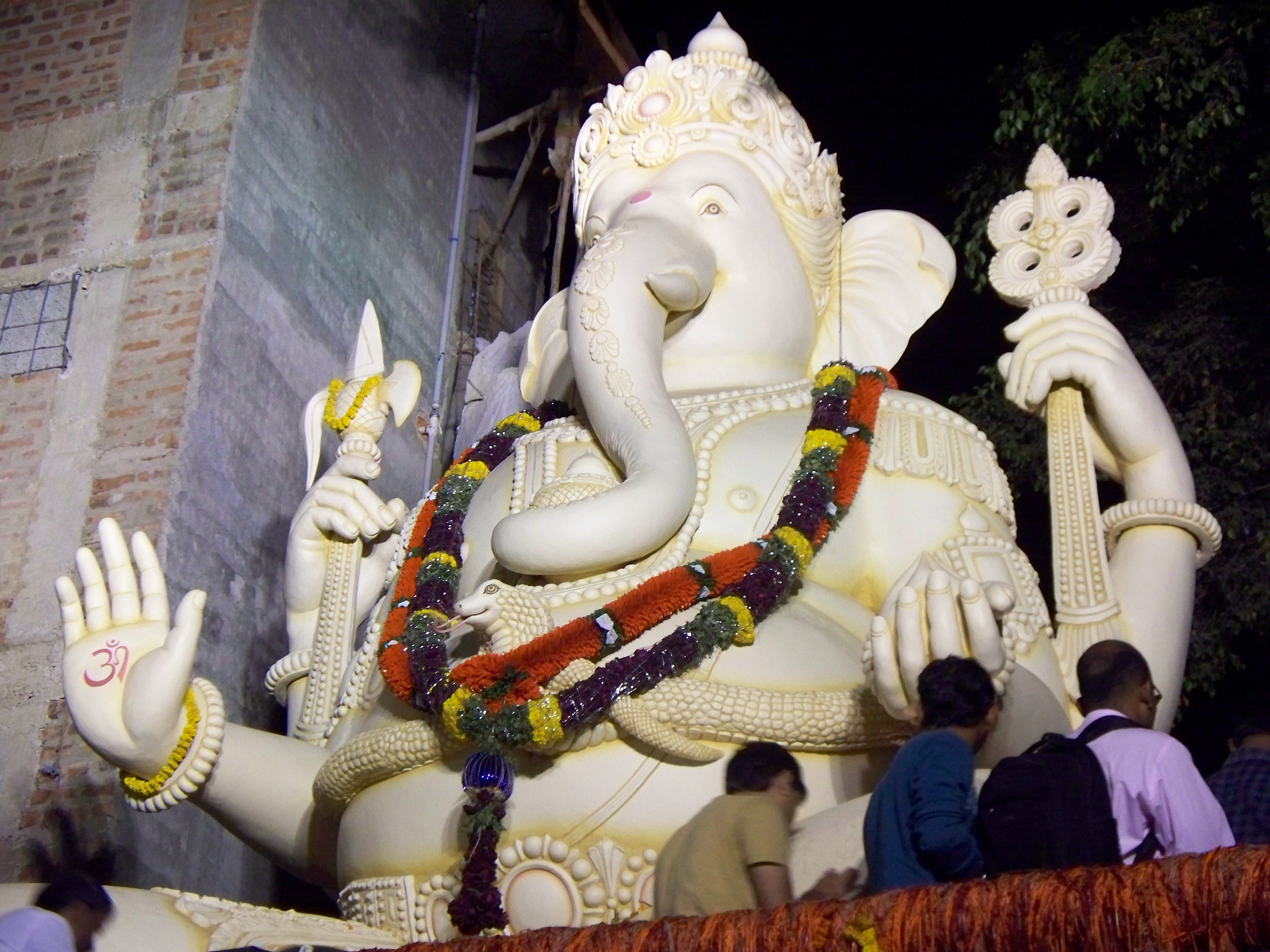
La statua di Gaṇeśa
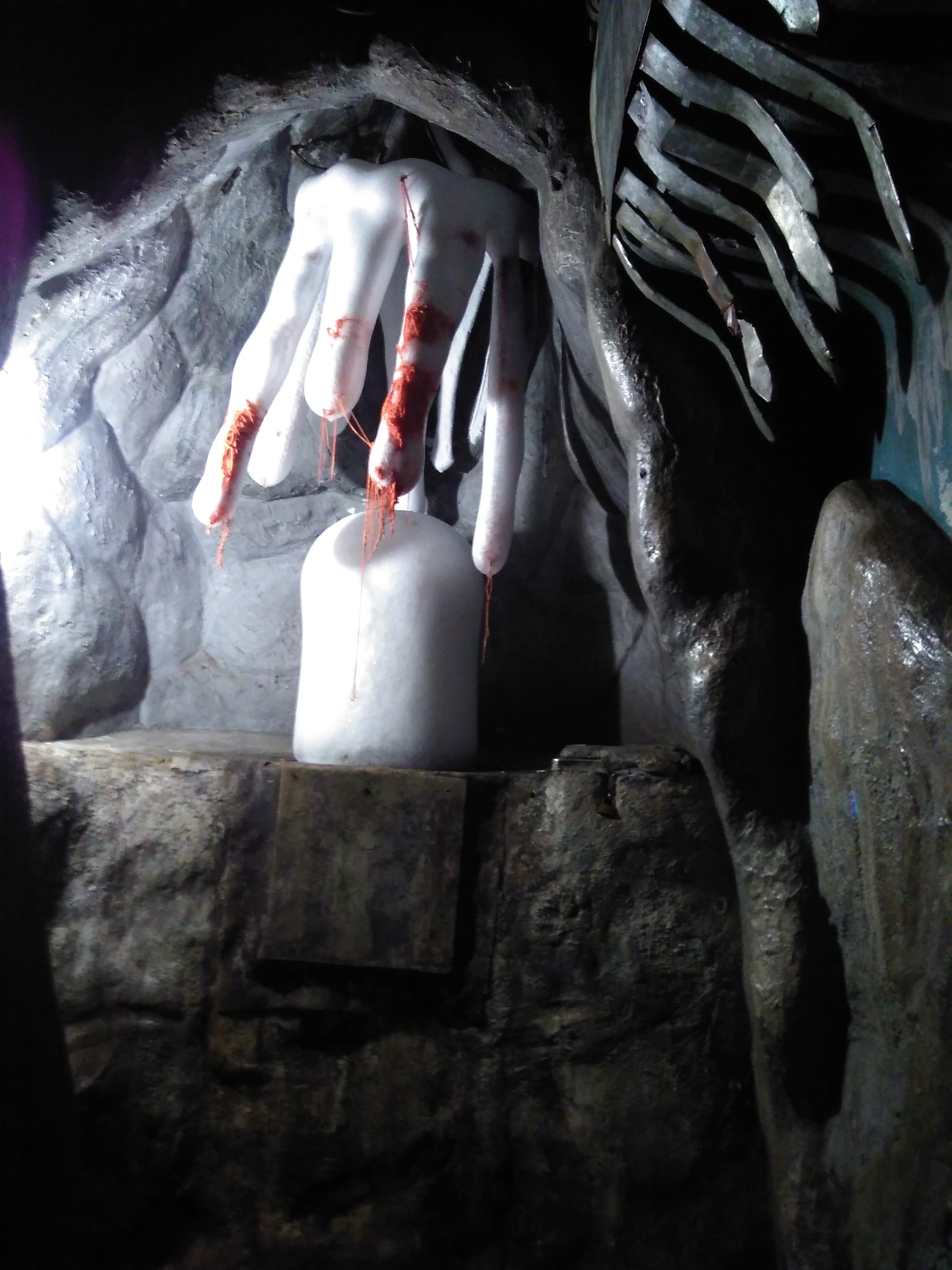
Il liṅga di ghiaccio.